# Carl Martin Norberg
Carl Martin Norberg (ur. 18 lipca 1889 w Aveście, zm. 25 lipca 1970 w Västerås) – szwedzki sportowiec, olimpijczyk.
Wystąpił na ich letniej edycji z 1908 w Londynie, gdzie zdobył złoty medal w drużynowych zawodach gimnastycznych.